# Alex Luna

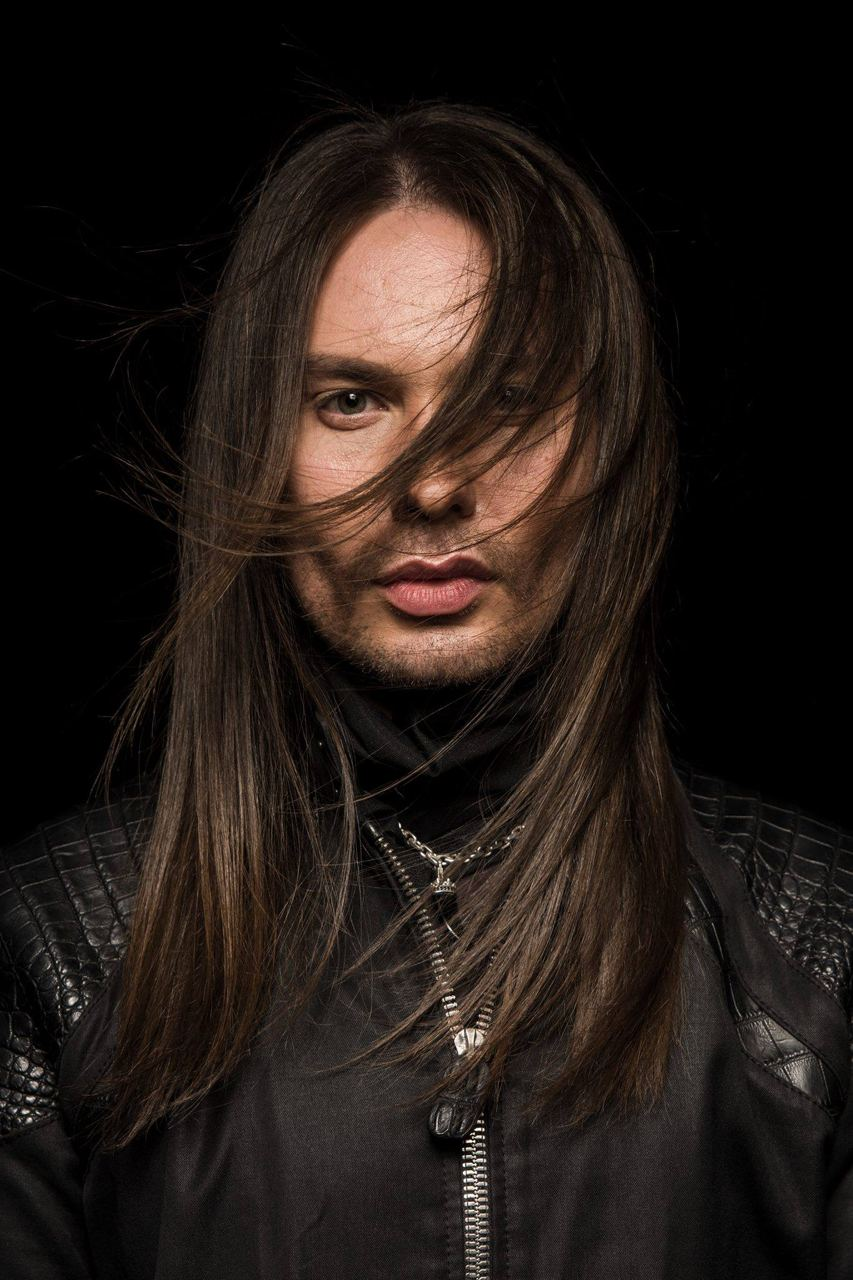
Alex Luna (2019)

Alex Luna (bürgerlicher Name Oleksandr Tyschtschenko, ukrainisch Олександр Тищенко; 2. März 1986 in Ochotsk) ist ein ukrainischer Sänger, Countertenor, Schauspieler, Filmproduzent und eine Persönlichkeit des öffentlichen Lebens.

## Biografie
Alex Luna wurde am 2. März 1986 in der Stadt Ochotsk, Russische Föderation, geboren.
1995 zog er mit seiner Familie in die Stadt Bachmatsch in der Ukraine und 1999 in die Stadt Kiew.
Im Jahr 2001 trat er in das nach ihm benannte Kiewer Musikinstitut ein R. M. Gliera, der 2005 seinen Abschluss in der akademischen Gesangsklasse machte.
Im Jahr 2003 lud Oleksandr Zlotnyk Alex Luna zu einer der Hauptrollen (Stimme der Südsee) im ersten ukrainischen Musical „Equator“ ein. Switlana Loboda, Tina Karol, Wassyl Bondartschuk und Wassyl Lasarowytsch sangen in der Hauptbesetzung mit Alex Luna.
Im Jahr 2007 unterzeichnete Alex Luna seinen ersten professionellen Vertrag beim Musiklabel Catapult Music. Das Ergebnis der Zusammenarbeit im Jahr 2008 war das Debütalbum „Svet luny“. Die Präsentation des Albums fand im Kolonnadensaal des Kiewer Rathauses statt. Das erste Musikvideo zum Song „Light of the Moon“ wurde vom amerikanischen Regisseur Angel Gracia erstellt, der zuvor mit den Weltstars Madonna und Enigma zusammengearbeitet hat. In dieser Zeit interessierte sich der legendäre italienische Komponist Claudio Simonetti für die Stimme des Interpreten, um einen originellen Musikstil zu schaffen.
In den Jahren 2007 bis 2010 nahm Alex Luna an zahlreichen Konzerten teil, die dem Ende des Zweiten Weltkriegs gewidmet waren.
2008 sprach er bei der „Ovation“–Preisverleihung.
Seit 2009 arbeitet Alex Luna mit dem schwedischen A&R- und Talentmanager Anton Sova zusammen. Das Ergebnis dieser Zusammenarbeit war die Veröffentlichung der Single „Hands to Heaven“ beim Musiklabel TUARON und die weitere Zusammenarbeit mit dem Künstler. Den Klavierpart der Single übernahm der ukrainische Pianist Ignatijew Pawlo.
Im Jahr 2009 erhielt Alex Luna die Auszeichnung „Mann des Jahres im Dnjepr-Gebiet“.
Im Jahr 2010 bildete die Primaballerina des Bolschoi-Theaters Anastasia Volochkova ein Tandem mit Alex Luna und organisierte eine gemeinsame Tournee „Neun Liebesgeschichten“. Und bereits am 26. April gaben Anastasia Volochkova und Sängerin Alex Luna ihr erstes Konzert in Czernowitz.
Im August 2011 trat er bei der 10-jährigen AIDs-Gala in Berlin mit dem Song „My Heart will go on“ aus dem Film „Titanic“ auf.
Seit September 2011 ist Alex Luna der erste offizielle Goodwill-Botschafter der nationalen Informationskampagne zur HIV/AIDS-Prävention „Gib AIDS keine Chance!“, die vom Gesundheitsministerium der Ukraine organisiert und von der GIZ (Deutsche Gesellschaft für Internationale Zusammenarbeit) unterstützt wird.
Im Oktober 2011 trat er beim 17. Opernball in Leipzig auf.
Im Jahr 2011 nahm er außerdem mit einem Kinderensemble an der Eröffnung des wichtigsten Weihnachtsbaums der Ukraine teil und trat beim 3. Präsidenten-Benefizball in Almaty (Kasachstan) auf.

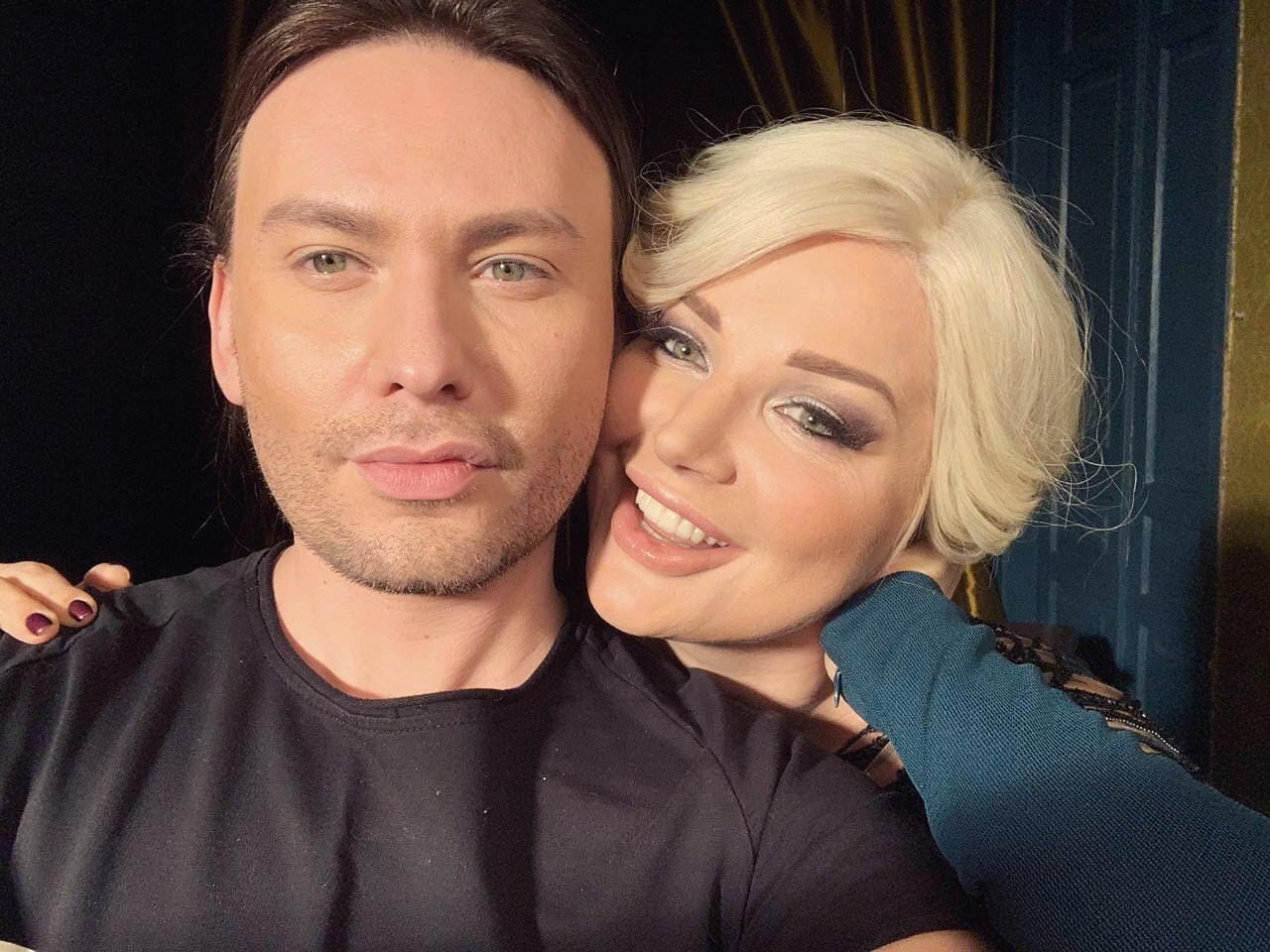
Alex Luna & Marija Maksakowa

Seit 2017 arbeitet Alex Luna mit der Opernsängerin Marija Maksakowa zusammen. Zum ersten Mal führten die Künstler ihr Duett in Kiew beim Wiener Ball auf. Im Jahr 2018 präsentierten die Künstler das Konzertprogramm „Queen of Spades“ (Dame of Spades) auf der Bühne der Odessa Philharmonie und im Charkiwer Nationales Akademisches Theater für Oper und Ballett Mykola Lyssenko.
Im Jahr 2020 Co-Produzent des Horrorfilms „In einem schwarz-schwarzen Raum“.
Im Jahr 2021 war Alex Luna der Autor des Kunstprojekts Somnia Disaster, das dem 35. Jahrestag der Tragödie von Tschernobyl gewidmet war und an dem das ukrainische Model Snischan Onopko teilnahm. Die Präsentation des Projekts fand am Jahrestag der Tragödie, dem 26. April, im Zivilschutzmuseum „Wormwood Star“ in der Stadt Tschernobyl statt sowie am 28. April im Nationalreservat „Sofia Kyivska“ in der Stadt Kiew. Vom 14. bis 21. August 2021 wurde das Projekt im Rahmen des 12. Odessa International Film Festival in der Stadt Odessa präsentiert.
Am 2. März 2022 wurde er Teilnehmer des bulgarischen Projekts „Shuto na Nikolaos Tsitiridis“.
Im Jahr 2022 beteiligte er sich zusammen mit ELDA (European Leadership and Debattier Academy) und BosePark Production als Teil einer Gruppe ukrainischer Journalisten an der Erstellung des Podcasts „War at Home“ auf Ukrainisch und Deutsch unter der Leitung deutscher Journalisten und Filmregisseur Christian Stahl.
Seit 2022 ist Alex Luna Mitbegründer der gemeinnützigen Stiftung Foundations of the Country. Im Rahmen der Stiftungstätigkeit brachte er im Jahr 2023 wiederholt ukrainische Kinder in den Urlaub nach Bulgarien, wo er umfassende Unterstützung und ein Treffen mit dem bulgarischen Politiker Bojko Borissow erhielt.